# Панкан
Панкан (бирм. ပန်ဆန်း, кит. упр. 邦康, пиньинь Bāngkāng), до 1999 года также известный как Пансан (кит. упр. 邦桑, пиньинь Bāngsāng) — город на востоке штата Шан в Мьянме. Расположен на берегу реки Нам Ха на границе с китайской провинцией Юньнань. Является столицей непризнанного государства Ва.

## История
Фактически является столицей непризнанного государства Ва, официально называемого Специальным Регионом № 2. Регион контролируется Объединенной армией государства Ва (UWSA), военного крыла Партии Объединённого государства Ва (UWSP), образовавшейся после распада Коммунистической партии Бирмы (КПБ) в 1989 году.
17 апреля 2009 года в Панкане праздновалось 20-летие путча против КПБ, на котором присутствовали представители военного правительства Кокана, Организации независимости Качин (KIO) и бывшие члены КПБ.